# Neonycteris pusilla
Neonycteris pusilla је врста сисара из реда слепих мишева из породице Phyllostomidae. 

## Станиште
Врста Neonycteris pusilla има станиште на копну.

## Распрострањење
Врста има станиште у Бразилу и Колумбији.

## Угроженост
Ова врста се сматра рањивом у погледу угрожености врсте од изумирања.

### Популациони тренд
Популација ове врсте се смањује, судећи по расположивим подацима.